# Kohlenbergwerk Minden
Das Kohlenbergwerk Minden lag im ostwestfälischen Kreis Minden in Nordrhein-Westfalen und förderte von 1820 bis 1958 auf dem östlichen Weserufer Steinkohlen aus zwei Wealdenkohleflözen, dem Hauptflöz mit 103 cm und dem Nebenflöz mit 31 cm Mächtigkeit. Das Hauptflöz enthielt lediglich 30 cm reine Kohle, das Nebenflöz jedoch zu hundert Prozent.

## Geschichte

### Zeche Preußisch Clus
Unter dem früheren Namen Zeche „Preußische Clus“ wurde ab 1820 zunächst durch mehrere Bohrlöcher und einen Versuchsschacht das Kohlenflöz östlich der Weser sondiert. Dieses war durch Zufall in einem Steinbruch im benachbarten, zu Schaumburg gehörenden, Clus gefunden worden. Ab 1822 setzte der planmäßige Kohlenabbau in Meißen dann ein, die weiteren Planungen lehnten sich an das Abbauverfahren der Nachbarzeche, das Steinkohlenbergwerk Bölhorst an. Es waren zehn Schächte von 46 m bis 75 m Teufe geplant, aus denen mit einem Pferdegöpel gefördert werden sollte, sowie für die Sümpfung eine Dampfmaschine vorgesehen war.
Doch die Gewerkschaft Minden-Ravensberg, die auch bisher die Bölhorster Zeche betrieben hatte, stellte den Abbau in Meißen sehr bald wieder ein, auch Aufforderungen zur Wiederaufnahme des Bergbaus durch das Oberbergamt Dortmund fanden keinen Anklang. Daraufhin entzog das Oberbergamt im Jahr 1827 der Gewerkschaft die Privilegien auf die Bergwerksfelder, welche seit 1744 bestanden. Der Gewerke Luther Küpper aus Wengern legte darauf folgend Mutung beim Bergamt ein, nicht nur für die Berechtsamsfelder östlich, sondern auch westlich der Weser. Bereits 1833 erteilte man ihm die Berechtsame und stellte ihm vom Oberbergamt Dortmund eine Verleihungsurkunde aus.
Ab 1834 wurde dann durch den frisch auf 73 m geteuften Schacht Preußisch-Clus in Meißen (heute ein Stadtteil von Minden) gefördert. Zur damaligen Zeche gehörte auch ein Wetter- sowie ein Versuchsschacht. Das Zechengelände lag etwa 950 Meter von der späteren Anlage Meißen-Dorf entfernt (heute Gewerbepark), die es zu jener Zeit noch nicht gab. Auf dem ehemaligen Zechengelände bzw. der Bergehalde der Preußisch-Clus steht heute ein Naturfreundehaus. In der Nähe erinnern noch einige Straßennamen an die Zechenzeit, unter anderem Alte Halde, Steigerweg, Stollenweg und Glückaufweg. Das Bergwerk wurde 1847 stillgelegt, als Grund gab man die zu schwache Leistung der Dampfmaschine an, welche unter anderem der Wasserhaltung diente. Die Dampfmaschine war zu schwach dimensioniert, so dass die Grube ersoff.

### Zeche Meißen
Zwischen 1847 und 1876 wurde auf dem östlichen Weserufer bei Meißen keine Kohle abgebaut und der Bergbau ruhte. Nachdem sich dann aber die Kohlenvorräte auf der benachbarten Zeche Vereinigte Laura & Bölhorst langsam dem Ende neigten, wurde dem Meißener Kohlenbergbau wieder Interesse geschenkt. So wurde ab 1878 durch einen neuen Schacht in Meißen-Dorf gefördert. Der 1876–78 geteufte Schacht-Meißen hatte einen Durchmesser von 3 × 4 Metern. Von dort wurde über Strecken und Stollen die Steinkohle aus dem Streb zu Tage gebracht und direkt vor Ort weiter verarbeitet, nach 1910 auch in einer eigenen Kokerei.
Zu jener Zeit diente ein kleiner stählerner Förderturm zum Transport der Kohlen und Bergleute aus der Zeche. Erst später folgte ein großer Stahlkoloss auf der Schachtanlage Notthorn, der mit großen motorischen Seilwinden mit einem Fördermaschinenhaus betrieben wurde.

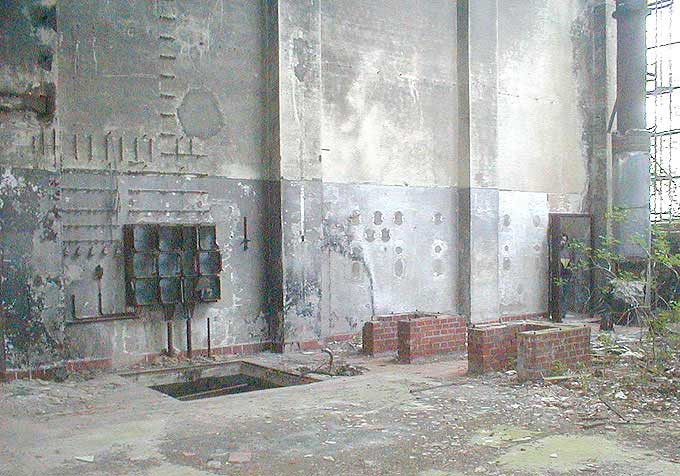
In Betriebszeiten befanden sich hier die mächtigen Seilwinden für den Betrieb des Förderturms

Der Schacht Meißen wurde auf eine Teufe von 186 Metern gebracht, was zu der damaligen Zeit mittelmäßig viel war. Der später angelegte Schacht-Notthorn übertraf die Teufe des alten Schachtes um Längen; bis zur Stilllegung der Zeche im Jahr 1958 wurde der Schacht auf eine Gesamttiefe von etwa 480 Metern gebracht.
Die "Gewerkschaft Preußische Clus" wurde am 1. April 1920 in die "Kohlenbergwerk Minden GmbH" umgegründet. Wenige Jahre später, im Januar 1924 ging durch Neuordnungen im Bergbau die Kohlenbergwerk Minden GmbH in den Besitz der Ilseder Hütte AG über. Mit in den Besitz gelangten auch die zum Bergwerk gehörenden Berechtsamsfelder: Westliche Hoffnung, Rothenuffeln, Krügers Hoffnung, Glückauf, Luther, Adelheid, Bölhorst, Aussicht, Laura, Laura II, Gertrud, Ludwig, Preußische Clus, Preußische Clus II, sowie das spätere Pachtfeld Preussag.

#### Grubenunglücke
Bei dem Bau eines Wetterschachtes (später Wetterschacht I) im Jahr 1880 unterbrach eine schwere Schlagwetterexplosion die Teufarbeiten und forderte das Leben von 17 Zechenarbeitern, 16 Bergleute wurden teilweise schwer verletzt. Durch diese Explosion des Grubengases verzögerte sich die Fertigstellung des Wetterschachtes, der neben der heutigen Grundschule Meißen lag, bis in das Jahr 1883.
Am 6. Juni des Jahres 1926 wurde ein Pumpenwärter durch eine Schlagwetterexplosion vom Wetterschacht II ausgehend getötet. Da der Unglückstag ein Sonntag war, waren nicht mehr Tote zu beklagen. Ein Grubengasbläser im Schälschrapperstreb entzündete sich im Januar 1956 durch das Funkenreißen des Schälmessers am schwefelkieshaltigen Hangenden. Personen kamen nicht zu schaden.

### Schachtanlage Notthorn

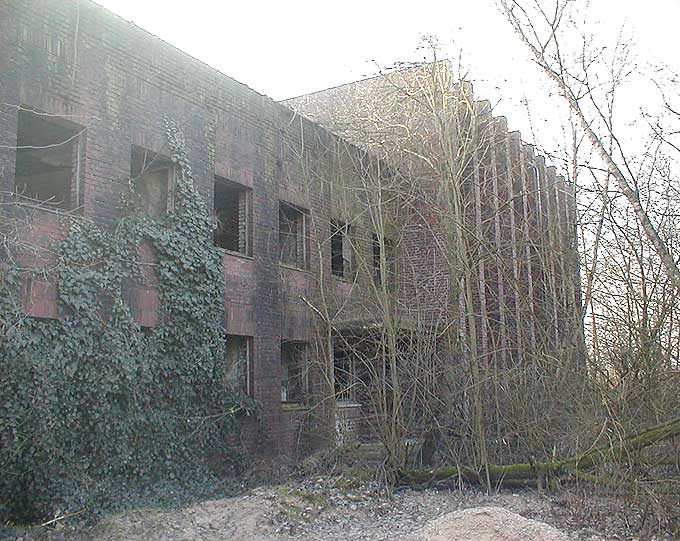
Noch heute steht das Verwaltungsgebäude (links) und die Waschkaue (rechts) an der Schachtanlage Notthorn

Nach einer fast dreijährigen Bauzeit wurde dann ab 1930 auch durch den rund gemauerten Schacht-Notthorn gefördert. Der Schacht hatte einen Durchmesser von 4,50 Metern und befand sich in etwa 800 Meter Luftlinie vom Schacht-Meißen. Der alte Schacht im Dorf wurde sehr bald nach der Inbetriebnahme der Schachtanlage Notthorn stillgelegt und als Wetterschacht weiter genutzt. Eine hauseigene Ziegelei wurde in einigen der alten Gebäude in Meißen untergebracht.
Auf insgesamt 11 Tiefbausohlen wurde bis Betriebsende Kohle abgebaut. Die 11. Sohle bei 479 m Teufe wurde über einen Blindschacht mit Querschlag zu der siebten, der 380-Meter-Sohle verbunden. Die tiefste Stelle des Bergwerkes lag bei rund 500 m Teufe, in einem Streb unterhalb der 11. Tiefbausohle.
Die jährliche Fördermenge bewegte sich zwischen 40.000 und 50.000 Tonnen Kohle. In den Jahren 1949 und 1952 förderte die Grube sogar mehr als 50.000 t, bei einer Belegschaft von rund 440 Mann.
Das Kohlenbergwerk Minden wurde 1953 in das Steinkohlenbergwerk Friedrich der Große AG, aus Herne, eingegliedert. Die Aktiengesellschaft fungierte als Tochterunternehmen der Ilseder Hütte AG.

### Schachtanlage Röcke

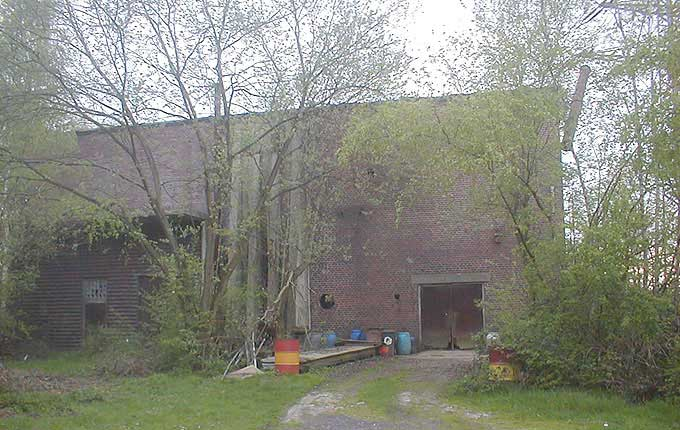
Das verlassene Fördermaschinenhaus am Schacht Notthorn im Jahr 2004

Als letzter Schacht der Zeche wurde 1940/41 der Förderschacht Röcke mit einer Tiefe von 120 Metern geteuft. Wie der Schacht-Notthorn wurde er als Rundschacht ausgebaut, mit dem enormen Durchmesser von sieben Metern. Die Schachtanlage in Röcke arbeitete nach Niedersächsischem Recht, so kam es gelegentlich vor, dass die Kumpel in Meißen einen Feiertag hatten, an dem jedoch in Röcke gearbeitet wurde. Die Bewetterung der Anlage im Pachtfeld Preussag erfolgte über eine 440 m lange, 22° nordöstlich abfallende Strecke, welche mit hölzernem Türstock ausgebaut war. Das Mundloch der Wetterstrecke befand sich in einem kleinen Waldstück, nord-südlich der Röcker Bergarbeiter-Siedlung. Damit das untertägige Wetter besser zirkulieren konnte, wurde ein Grubenlüfter auf Betonsockeln über dem Mundloch montiert. Die in Röcke zu Tage geförderte Kohle transportierte man mit LKW zur Schachtanlage Notthorn, von dort aus wurde sie mittels Seilbahn nach Meißen zur Aufbereitung geleitet.

### Die Stilllegung

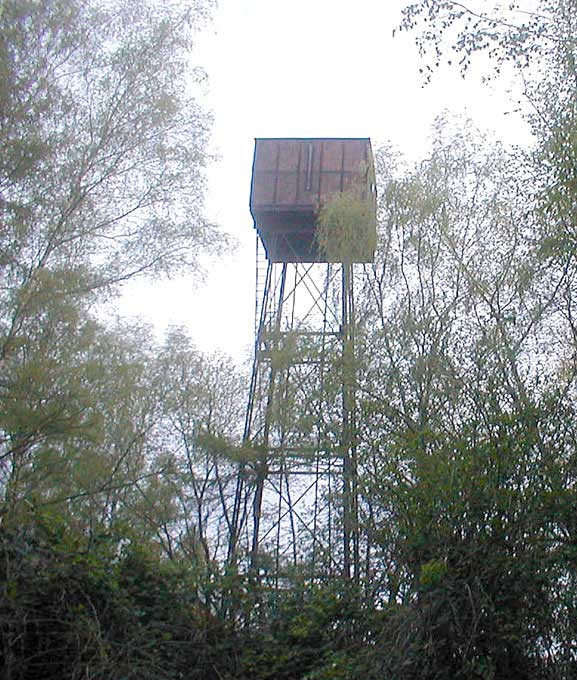
Der ehemalige Wasserturm am Schacht Notthorn

Im allgemeinen deutschen Zechensterben, das Ende der 1950er Jahre begann, musste auch das Kohlenbergwerk Minden im Jahr 1958 schließen. Als Gründe für die Schließung des Bergwerkes wurden die geringe Flözmächtigkeit und die damit verbundenen Anstrengungen angegeben. Als anderer Grund wurde angeführt, dass es einen zu hohen Gebirgsdruck auf die Meißener Zeche gegeben habe, daher seien viele der Strecken verbrochen. Mit einigen Fotos von eingestürzten Strecken wurde damals versucht, diese Behauptung zu belegen, die aber intern durch den Betriebsrat widerlegt werden konnte. Die vorgelegten Fotos waren in einem so genannten Alten Mann, einem stillgelegten Bereich, aufgenommen worden und sollten die Schließung der Grube schneller vorantreiben.
Bereits im Jahr 1956 stellte man den Betrieb der Schachtanlage Röcke ein, knapp zwei Jahre danach wurde dann die gesamte Kohlenzeche stillgelegt. Mit Teilen der Halde in Meißen wurden alle Schächte, Wetterschächte und das Mundloch in Röcke verfüllt, der andere Teil der Halde wurde erst viel später als Damm beim Neubau der Auffahrt B482/B65n verbaut. Die Schachtanlage in Röcke wurde komplett entfernt, heute zeugt nicht mehr ein einziger Stein vom einstigen Bergbau im nahen Niedersachsen. Anders verhält es sich auf dem Mindener Gebiet des Bergwerkes, an der Schachtanlage Notthorn wurde nach der Stilllegung zwar der Förderturm beseitigt sowie Kohlenbunker mit Verladestation am Bahnsteig abgerissen, doch sind alle anderen montanhistorischen Gebäude erhalten geblieben. Einige zugewucherte Eisenbahnschienen, wie auch das Verwaltungsgebäude, die Waschkaue, das Fördermaschinenhaus und der Wasserturm zeugen noch heute vom über hundertjährigen Kohlebergbau bei Meißen. Die alten Gebäude sind durch Witterung und ohne Nutzung dem Zerfall ausgesetzt.
Nach der Schließung der Zeche war unter anderem eine Chemiefabrik im Fördermaschinenhaus untergebracht, in der bis in die 1960er- oder 1970er-Jahre Versuche durchgeführt wurden. Nach einer Explosion wurde die Fabrik jedoch geschlossen.
Die Gebäude des großen Zechengeländes im Ort Meißen wurden in den 1980er Jahren komplett abgerissen, ab 1986 wurde dort ein neuer Gewerbepark angesiedelt. Erhalten geblieben sind nur zwei große Laternen am ehemaligen Bahnsteig und ein kleiner Rest der Bergehalde, der heute als Wall zum Lärmschutz der nahe liegenden B65n fungiert.
Mit festlicher Beteiligung der Barbara Erzbergbau AG aus dem benachbarten Ort Nammen wurde am 1. September 1985, unter Mitwirkung der Öffentlichkeit, ein Zechendenkmal in der Ortsmitte von Meißen eingeweiht. Eine alte Lore, wie sie auch in Meißen für den Kohlenbergbau verwendet wurde, mit einer Plakette daran, erinnert seither an die harte Arbeit der Kumpel Untertage und die lange Geschichte des Meißener Steinkohlenbergbaus.